# Lia Di Leo
Lia Anna Di Leo (Tarento, 22 de julio de 1923-Palm Springs, 15 de diciembre de 2006) fue una actriz y modelo italiana. Participó en el concurso Miss Italia de 1951 y luego comenzó a actuar en películas, generalmente desempeñando papeles secundarios pero glamorosos.
Los padres de Di Leo murieron cuando ella era muy joven y, como resultado, crio a sus dos hermanos gemelos menores, Marion y Tony. Tras casarse en 1957 se retiró de la pantalla y se mudó a Estados Unidos, donde trabajó como escultora. Murió en Palm Springs, California, el 15 de diciembre de 2006, a la edad de 83 años.

## Filmografía
| Año  | Título                           | Papel                       | Notas                    |
| ---- | -------------------------------- | --------------------------- | ------------------------ |
| 1951 | Quo vadis?                       | Pedicuro                    | Sin acreditar            |
| 1951 | Lorenzaccio                      | Una corteggiana             |                          |
| 1952 | Maschera nera                    | Hipólita                    |                          |
| 1952 | La Minute de vérité              | Señora Meunier              |                          |
| 1952 | Il bandolero stanco              | Carmen                      |                          |
| 1952 | È arrivato l'accordatore         | Camarera                    |                          |
| 1953 | Ho scelto l'amore                | Paola                       |                          |
| 1953 | El regreso de Don Camilo         | La maestra                  |                          |
| 1953 | Madame de...                     | Lola                        |                          |
| 1953 | Il sole negli occhi              | Gina, la esposa de Fernando |                          |
| 1954 | Mizar (Sabotaggio in mare)       | Fatma                       |                          |
| 1954 | Cose da pazzi                    | La enfermera                |                          |
| 1955 | Le Tour de Nesle                 | Princesa Blanca             |                          |
| 1955 | Le avventure di Giacomo Casanova | Baronesa doña Lucrecia      |                          |
| 1955 | Io sono la Primula Rossa         |                             |                          |
| 1956 | Moglie e buoi...                 | Gemma                       |                          |
| 1956 | Occhi senza luce                 | Pasto                       | (papel final en el cine) |